# Мин Гён Гап
Мин Гён Гап (кор. 민경갑?, 閔庚甲?, род. 27 августа 1970) — южнокорейский борец греко-римского стиля, чемпион Азии и Азиатских игр, призёр Олимпийских игр.

## Биография
Родился в 1970 году. В 1992 году завоевал бронзовую медаль Олимпийских игр в Барселоне. В 1993 году стал чемпионом Азии. В 1994 году завоевал золотую медаль Азиатских игр.